# Шрёдер, Освальд
О́свальд Шрёдер (нем. Oswald Schroeder; умер ок. 1920) — партнёр немецкой типографии «Шрёдер и Науманн» (Schroeder & Naumann) в Лейпциге, который в 1870-х и 1880-х годах изготавливал подделки почтовых марок марка классического периода настолько хорошо, что они попали в лучшие коллекции того времени, а в некоторых случаях служили образцами, на основе которых работали другие фальсификаторы.
Шрёдер подделал, среди прочего, почтовые марки Индии, Аргентины (Буэнос-Айрес), Саксонии, Ганновера, Франции, Финляндии, Филиппин, Мыса Доброй Надежды, Мексики (Гвадалахара), Британской Гвианы, Колумбии и США. Франсуа Фурнье использовал подделанную Шрёдером «Саксонскую тройку» — трёхпфенниговую почтовую марку Саксонии красного цвета — в качестве основы для собственной подделки этой марки.
В статье в журнале «The London Philatelist» Эдвард Денни Бэкон заявил, что большая часть крупных коллекций той эпохи содержала подделки Шрёдера, а коллекция Таплинга содержала их не менее десяти.
После того как его подделки стали широко известны, Шрёдер бежал в Цюрих (Швейцария), где, как считается, он умер примерно в 1920 году. Образцы его поделок были обнаружены в архивах швейцарской полиции и легли в основу работы Робсона Лоу 1981 года.